# Roxas (Mindoro Orientale)
Roxas è una municipalità di seconda classe delle Filippine, situata nella provincia di Mindoro Orientale, nella regione del Mimaropa.
Roxas è formata da 20 barangay:
- Bagumbayan (Pob.)
- Cantil
- Dangay
- Happy Valley
- Libertad
- Libtong
- Little Tanauan
- Mabuhay
- Maraska
- Odiong
- Paclasan (Pob.)
- San Aquilino
- San Isidro
- San Jose
- San Mariano
- San Miguel
- San Rafael
- San Vicente
- Uyao
- Victoria